# Canton de Versailles-2
Le canton de Versailles-2 est une circonscription électorale française située dans le département des Yvelines et la région Île-de-France.

## Histoire
Un nouveau découpage territorial des Yvelines entre en vigueur à l'occasion des premières élections départementales suivant le décret du 21 février 2014. Les conseillers départementaux sont, à compter de ces élections, élus au scrutin majoritaire binominal mixte. Les électeurs de chaque canton élisent au Conseil départemental, nouvelle appellation du Conseil général, deux membres de sexe différent, qui se présentent en binôme de candidats. Les conseillers départementaux sont élus pour 6 ans au scrutin binominal majoritaire à deux tours, l'accès au second tour nécessitant 12,5 % des inscrits au 1er tour. En outre la totalité des conseillers départementaux est renouvelée. Ce nouveau mode de scrutin nécessite un redécoupage des cantons dont le nombre est divisé par deux avec arrondi à l'unité impaire supérieure si ce nombre n'est pas entier impair, assorti de conditions de seuils minimaux. Dans les Yvelines, le nombre de cantons passe ainsi de 39 à 21.
Le canton de Versailles-2 est créé par ce décret. Il est formé de communes des anciens cantons de Versailles-Sud (3 communes), de Vélizy-Villacoublay (1 commune) et de Viroflay (1 commune) et d'une fraction de la commune de Versailles. Il est entièrement inclus dans l'arrondissement de Versailles. Le bureau centralisateur est situé à Versailles.

## Représentation
| Période élective | Période élective | Mandat | Mandat   | Identité            | Nuance | Nuance | Qualité |
| ---------------- | ---------------- | ------ | -------- | ------------------- | ------ | ------ | --- |
| 2015             | 2021             | 2015   | 2021     | Marie-Hélène Aubert |        | DVD    | Maire-adjointe ( ? → 2020) puis maire (2020 → ) de Jouy-en-Josas 6ème Vice-présidente chargée de l’autonomie Ancienne conseillère générale du Canton de Versailles-Sud (2011-2015) |
| 2015             | 2021             | 2015   | 2021     | Olivier Lebrun      |        | LR     | Expert-comptable Maire de Viroflay 9ème Vice-président délégué à la famille, ancien conseiller général du canton de Viroflay                                                       |
| 2021             | 2028             | 2021   | en cours | Marie-Hélène Aubert |        | DVD    | Conseillère sortante, 2e Vice-présidente déléguée à l’Autonomie et la Coopération décentralisée                                                                                    |
| 2021             | 2028             | 2021   | en cours | Olivier Lebrun      |        | LR     | Conseiller sortant |

### Résultats détaillés

#### Élections de mars 2015
À l'issue du 1er tour des élections départementales de 2015, deux binômes sont en ballottage : Marie-Hélène Aubert et Olivier Lebrun (Union de la Droite, 41,76 %) et Amroze Adjuward et Catherine Nicolas (PS, 18,62 %). Le taux de participation est de 49,46 % (24 643 votants sur 49 820 inscrits) contre 45,34 % au niveau départemental et 50,17 % au niveau national.
Au second tour, Marie-Hélène Aubert et Olivier Lebrun (Union de la Droite) sont élus avec 68,44 % des suffrages exprimés et un taux de participation de 44,21 % (14 055 voix pour 22 023 votants et 49 820 inscrits).

#### Élections de juin 2021
Le premier tour des élections départementales de 2021 est marqué par un très faible taux de participation (33,26 % au niveau national). Dans le canton de Versailles-2, ce taux de participation est de 39,89 % (19 976 votants sur 50 082 inscrits) contre 33,61 % au niveau départemental. À l'issue de ce premier tour, deux binômes sont en ballottage : Marie-Hélène Aubert et Olivier Lebrun (DVD, 52,19 %) et Maïté Carrive-Bedouani et Hugues Orsolin (Union à gauche avec des écologistes, 18,17 %).
Le second tour des élections est marqué une nouvelle fois par une abstention massive équivalente au premier tour. Les taux de participation sont de 34,36 % au niveau national, 35,23 % dans le département et 41,57 % dans le canton de Versailles-2. Marie-Hélène Aubert et Olivier Lebrun (DVD) sont élus avec 67,28 % des suffrages exprimés (13 343 voix pour 20 827 votants et 50 103 inscrits),,.

## Composition
| Nom                                | Code Insee | Intercommunalité         | Superficie (km2) | Population (dernière pop. légale)                | Densité (hab./km2) | Modifier                                    |
| ---------------------------------- | ---------- | ------------------------ | ---------------- | ------------------------------------------------ | ------------------ | ------------------------------------------- |
| Versailles (bureau centralisateur) | 78646      | CA Versailles Grand Parc | 26,20            | Fraction : 21 050 (2022) Commune : 83 918 (2022) | 3 203              | modifier les données · modifier les données |
| Buc                                | 78117      | CA Versailles Grand Parc | 8,07             | 5 868 (2022)                                     | 727                | modifier les données · modifier les données |
| Jouy-en-Josas                      | 78322      | CA Versailles Grand Parc | 10,12            | 7 985 (2022)                                     | 789                | modifier les données · modifier les données |
| Les Loges-en-Josas                 | 78343      | CA Versailles Grand Parc | 2,48             | 1 655 (2022)                                     | 667                | modifier les données · modifier les données |
| Vélizy-Villacoublay                | 78640      | CA Versailles Grand Parc | 8,93             | 22 481 (2022)                                    | 2 517              | modifier les données · modifier les données |
| Viroflay                           | 78686      | CA Versailles Grand Parc | 3,49             | 16 943 (2022)                                    | 4 855              | modifier les données · modifier les données |
| Canton de Versailles-2             | 7821       |                          |                  | 75 982 (2022)                                    |                    | modifier les données                        |

Le canton de Versailles-2 comprend :
1. cinq communes entières,
2. la partie de la commune de Versailles non incluse dans le canton de Versailles-1, soit celle située au sud d'une ligne définie par l'axe des voies et limites suivantes : à partir de la limite territoriale de la commune de Viroflay, place Louis-XIV, avenue de Paris, avenue du Général-de-Gaulle, rue Royale, rue des Bourdonnais, rue Saint-Médéric, rue du Hazard, rue Édouard-Charton, rampe Saint-Martin, jusqu'à la limite territoriale de la commune de Buc.

## Démographie
En 2022, le canton comptait 75 982 habitants, en évolution de +3,22 % par rapport à 2016 (Yvelines : +2,72 %, France hors Mayotte : +2,11 %).
| 2013   | 2018   | 2022   |
| ------ | ------ | ------ |
| 73 101 | 75 439 | 75 982 |